# Metaética
La metaética es la rama de la ética que estudia el origen y el significado de los conceptos éticos, así como las cuestiones metafísicas acerca de la moralidad, en particular si los valores morales existen independientemente de los humanos, y si son relativos, convencionales o absolutos.
A diferencia de la ética tradicional, la metaética no responde a interrogantes como «¿qué es "lo bueno"?», sino más bien a «¿qué hace una persona cuando habla acerca de lo "bueno"?», o bien «¿qué características son propias del lenguaje moral?» Se trata, en suma, de un discurso elucidatorio que se ocupa a su vez de otro discurso, el moral. Una doctrina ética elabora y verifica afirmaciones o juicios determinados. Una sentencia ética, juicio moral o declaración normativa es una afirmación que contendrá términos tales como «bueno», «malo», «correcto», «incorrecto», «obligatorio», «permitido», etc., referidos a una acción, a una decisión o incluso contendrá a las intenciones de quien actúa o decide algo. Cuando se emplean sentencias éticas se está valorando moralmente a personas, situaciones, o acciones. Se establecen juicios morales cuando, por ejemplo, se dice: «ese hombre es malo», «no se debe matar», etc. En estas declaraciones aparecen los términos «malo», «no se debe», etc., que implican valoraciones de tipo moral.
Una sentencia ética supone la elaboración de un juicio moral y una norma que señala cómo deberían actuar los integrantes de una sociedad.
En 1903, George Edward Moore publicó Principia Ethica, una obra que se considera como la carta de nacimiento de la metaética, aunque en ella no se menciona la palabra «metaética». No obstante, en esa obra se otorga particular importancia al análisis de los predicados «bueno» y «malo» como propiedades definitorias de los juicios éticos. La obra introduce, por ejemplo, el problema de la falacia naturalista. Desde entonces la metaética ha crecido notoriamente en su alcance. Actualmente incluye no solo asuntos relativos al significado y uso de los términos, conceptos y proposiciones morales, sino también cuestiones vinculadas a la lógica de los enunciados morales, como la lógica deóntica.
Algunos problemas de la metaética son el problema del ser y el deber ser, el problema de la suerte moral, y la cuestión acerca de la existencia o no del libre albedrío. Quizás la función más importante de la metaética sea de carácter gnoseológico: establecer el modo en que podrían fundamentarse, si esto es posible, los juicios normativos o de valor. Es decir que, aunque en la metaética prima una pretensión de neutralidad normativa y valorativa de sus análisis, su hacer está estrechamente relacionado con la cuestión de la validez de las proposiciones morales.

## Cuestiones metaéticas
Según Richard Garner y Bernard Rosen, existen tres tipos de problemas metaéticos, o tres cuestiones generales:
1. ¿Cuál es el significado de los términos o juicios morales? (semántica moral)
  - Pregunta sobre el significado de palabras como 'bueno', 'malo', 'correcto' e 'incorrecto' (véase teoría del valor)
2. ¿Cuál es la naturaleza de los juicios morales? (ontología moral)
3. Cuestiona si los juicios morales son absolutos o relativos, de un tipo o muchos tipos, etc.
4. ¿Cómo pueden apoyarse o defenderse los juicios morales? (epistemología moral)
  - Pregunta cómo podemos saber si algo está bien o mal, si es que podemos saberlo.

Garner y Rosen afirman que las respuestas a las tres preguntas básicas «no están desvinculadas, y a veces la respuesta a una de ellas sugiere fuertemente, o tal vez incluso implica, la respuesta a otra» Una teoría metaética, a diferencia de una teoría ética normativa, no intenta evaluar opciones específicas como mejores, peores, buenas, malas o malvadas; aunque puede tener profundas implicaciones en cuanto a la validez y el significado de las afirmaciones éticas normativas. Una respuesta a cualquiera de las tres preguntas de ejemplo anteriores no sería en sí misma una afirmación ética normativa.

## Problemas metaéticos

### Problema del ser y el deber ser
El problema del ser y el deber ser (también llamado ley de Hume, la guillotina de Hume y a veces confundido con la falacia naturalista) es un problema en metaética sobre la posibilidad de deducir oraciones normativas a partir de oraciones descriptivas. Oraciones descriptivas son aquellas que dicen lo que es el caso (p. ej. «los emperadores son crueles») mientras que oraciones normativas son aquellas que dicen lo que debe ser el caso («los emperadores deben ser crueles»).
Claro que así como se puede pedir justificación para las oraciones normativas, se puede pedir justificación para las oraciones descriptivas. Pero esto es otro problema, que puede encontrar otras respuestas. Las oraciones descriptivas se pueden (quizás) justificar a partir de la investigación empírica. Así, por ejemplo, el valor de verdad de la oración «los emperadores son crueles» se puede determinar haciendo una investigación histórica. Sin embargo, no sucede lo mismo con la oración «los emperadores deben ser crueles». La verdad o falsedad de esta oración se debe determinar por otros métodos, y si se descarta la posibilidad de probar su verdad a través de una deducción a partir de premisas verdaderas, entonces vale preguntar si hay algún otro camino.
El abismo que separa a los hechos de los deberes no tiene nada que ver con el contenido de las proposiciones descriptivas de las que se parte. Lo mismo da que se trate de proposiciones metafísicas, científicas o de la vida cotidiana. El error se encuentra en el procedimiento, no en el punto de partida. La ambigüedad inadvertida empírico-normativa de ciertos términos conduce a falacias lógicas tales como: «La esencia de la sexualidad es la procreación. Por lo tanto, la anticoncepción no está permitida, porque no refleja la naturaleza de la sexualidad».

### Problema de la suerte moral
El problema de la suerte moral es el problema ético que surge de que en muchos casos, parece correcto evaluar moralmente a un agente pese a que una parte importante de aquello por lo cual es evaluado depende de factores fuera de su control. Tales situaciones se llaman de suerte moral, y entran en conflicto con un principio moral intuitivo, llamado el principio de control, según el cual un agente sólo es moralmente evaluable en la medida en que aquello por lo cual es evaluado depende de factores bajo su control.
Las propuestas de solución al problema pueden ser divididas en tres grandes grupos: aquellas que pese a las apariencias niegan que exista la suerte moral; aquellas que aceptan la existencia de la suerte moral, y prefieren negar o restringir el alcance del principio de control; y aquellas que argumentan que es simplemente incoherente aceptar o negar la existencia de algunos tipos de suerte moral, de modo que el problema nunca llega a aparecer.

## Semántica moral
La semántica moral intenta responder a la pregunta: "¿Cuál es el significado de los términos o juicios morales?". Las respuestas pueden tener implicaciones para las respuestas a las otras dos preguntas también.

### Teorías cognitivistas
Las teorías del Cognitivista sostienen que las oraciones morales evaluativas expresan proposiciones (es decir, son 'aptas para la verdad' o 'portadoras de la verdad', capaces de ser verdaderas o falsas), a diferencia del no cognitivismo. La mayoría de las formas de cognitivismo sostienen que algunas de estas proposiciones son verdaderas (incluyendo el realismo moral y el subjetivismo ético), en oposición a la teoría del error, que afirma que todas son erróneas.

#### Realismo moral
Realismo moral (en el sentido robusto; cf. universalismo moral para el sentido minimalista) sostiene que tales proposiciones son sobre hechos robustos o independientes de la mente, es decir, no hechos sobre la opinión subjetiva de cualquier persona o grupo, sino sobre características objetivas del mundo. Las teorías meta-éticas se clasifican comúnmente como una forma de realismo o como una de las tres formas de "antirrealismo" respecto a los hechos morales: subjetivismo ético, teoría del error, o no-cognitivismo. El realismo se presenta en dos variedades principales:
1. Naturalismo ético sostiene que hay propiedades morales objetivas y que estas propiedades son reducibles o están en alguna relación metafísica (como la superveniencia) con propiedades totalmente no éticas. La mayoría de los naturalistas éticos sostienen que tenemos un conocimiento empírico de las verdades morales. El naturalismo ético fue asumido implícitamente por muchos teóricos de la ética de la moderna, particularmente el utilitario.
2. El no naturalismo ético, tal como lo propuso G. E. Moore, sostiene que hay propiedades morales objetivas e irreductibles (como la propiedad de la 'bondad'), y que a veces tenemos intuitivo o de otra manera a priori conciencia de las propiedades morales o de las verdades morales. El argumento de la pregunta abierta de Moore contra lo que él consideraba la falacia naturalista fue en gran medida responsable del nacimiento de la investigación meta-ética en la filosofía analítica contemporánea.

#### Subjetivismo ético
El subjetivismo ético es una forma de antirrealismo moral. Sostiene que los enunciados morales se hacen verdaderos o falsos por las actitudes y/o convenciones de las personas, ya sean las de cada sociedad, las de cada individuo o las de algún individuo en particular. La mayoría de las formas de subjetivismo ético son relativista, pero hay formas notables que son universalista:
- Teoría del observador ideal sostiene que lo que es correcto está determinado por las actitudes que tendría un hipotético observador ideal. Un observador ideal suele caracterizarse como un ser perfectamente racional, imaginativo e informado, entre otras cosas. Aunque es una teoría subjetivista debido a su referencia a un sujeto particular (aunque hipotético), la Teoría del Observador Ideal aún pretende proporcionar universal respuestas a las cuestiones morales.
- Teoría del mandato divino sostiene que para que una cosa sea correcta es necesario que un ser único, Dios, la apruebe, y que lo correcto para los seres que no son Dios es la obediencia a la voluntad divina. Este punto de vista fue criticado por Platón en el Eutifrón (véase el dilema de Eutifrón) pero conserva algunos defensores modernos (Robert Adams, Philip Quinn, y otros). Al igual que la teoría del observador ideal, la teoría del mandato divino pretende ser universalista a pesar de su subjetivismo.

Teoría del Error (`Moral Error Theory´)
La teoría del error moral es una visión metaética que cuestiona la existencia y la naturaleza de las propiedades y afirmaciones morales. Sostiene que, si bien el lenguaje y el pensamiento morales están muy extendidos y parecen tener sentido, todas las afirmaciones morales son sistemáticamente falsas. La teoría se basa en una combinación de cognitivismo (la creencia de que los enunciados morales son proposiciones capaces de ser verdaderas o falsas) y escepticismo sobre los hechos morales. Tiene como ideas centrales la defensa del cognitivismo moral, negar los hechos morales objetivos y demás.
Algunos de los autores más importantes fueron J.L. Mackie con su libro "Ética: inventando lo correcto y lo incorrecto (1977)" es la obra seminal que describe la teoría, en particular a través del "Argumento de la homosexualidad" y Richard Joyce, gran defensor contemporáneo de la teoría, que desarrolla aún más sus implicaciones en obras como "El mito de la moral".

### No cognitivismo
Incluye aquellas opiniones metaéticas (no opiniones éticas, sino opiniones acerca del discurso ético) que no tratan a los juicios valorativos propios de la ética como si fueran juicios apofánticos, esto es, como potenciales portadores de verdad o falsedad.
Este marco teórico presenta ciertas variantes:

#### Emotivismo metaético
El emotivismo es una corriente metaética que afirma que los juicios de valor no afirman nada sobre algún objeto externo (como la acción evaluada) o interno (como el estado personal de ánimo): solo expresan ciertas emociones. Adviértase que expresar no es lo mismo que afirmar: así expresar un dolor (usualmente con un "¡ay!") es distinto que afirmar que se lo siente. Al no ser afirmaciones, los juicios de valor no son ni verdaderos ni falsos; por lo tanto, carece de sentido hablar de verdades morales o de un conocimiento moral. Su función es expresar emociones o persuadir a los demás para que sientan lo mismo. Al interpretar el lenguaje moral en términos sentimentales, el emotivismo no admite criterios racionales para determinar la validez de los juicios de valor.

Prescriptivismo
El prescriptivismo es una corriente metaética (diferenciado del emotivismo y del descriptivismo), que establece criterios formales para evaluar un juicio moral. Según estos criterios, un enunciado puede considerarse un juicio moral si cumple con dos condiciones: (1) incluye un imperativo o enunciado de carácter prescriptivo y (2) es universalizable. En consecuencia, se trata de un enfoque formalista en ética, ya que sostiene que un enunciado es moral únicamente por ser prescriptivo y universalizable, sin tomar en cuenta su contenido específico. El principal defensor de esta postura, y su creador, Richard Mervyn Hare propone un análisis de los enunciados morales distinguiendo entre dos componentes: la parte frástica y la parte néustica. La parte frástica (phrastikon, del griego "señalar") expresa el contenido del enunciado, es decir, lo que se afirma. Por su parte, la parte néustica (neustikon, del griego "asentir con la cabeza") refleja la actitud del hablante hacia ese contenido, o el propósito con el que utiliza dicho enunciado. Por ejemplo, en el caso del mandato "no matarás", la parte frástica sería "los hombres no matan a sus semejantes", mientras que la parte néustica consistiría en "y ésta es la conducta que te insto fervientemente a seguir".

## Ontología moral
La ontología moral intenta responder a la pregunta, "¿Cuál es la naturaleza de los juicios morales?"
Entre los que creen que hay alguna norma(s) de moralidad (en contraposición al nihilistas morales), hay dos divisiones:
1. universalistas, que sostienen que los mismos hechos o principios morales se aplican a todos en todas partes; y
2. relativistas, que sostienen que diferentes hechos o principios morales se aplican a diferentes personas o sociedades.

### Universalismo moral
Universalismo moral (o moral universal) es la posición meta-ética de que algún sistema de ética, o una ética universal, se aplica universalmente, es decir, a todos los seres inteligentes independientemente de la cultura, la raza, el sexo, la religión, la nacionalidad, la sexualidad, u otra característica distintiva. La fuente o la justificación de este sistema puede pensarse que es, por ejemplo, la naturaleza humana, la vulnerabilidad compartida al sufrimiento, las exigencias de la razón universal, lo que es común entre los códigos morales existentes o los mandatos comunes de la religión (aunque se puede argumentar que esto último no es en realidad universalismo moral porque puede distinguir entre dioses y mortales). El universalismo moral es la posición opuesta a diversas formas de relativismo moral.
Las teorías universalistas son generalmente formas de realismo moral, aunque existen excepciones, como las teorías subjetivistas observador ideal y mandato divino, y el prescriptivismo universal no cognitivista de R. M. Hare. Las formas de universalismo moral incluyen:
- Monismo de valores es la forma común de universalismo, que sostiene que todos los bienes son comensurables en una única escala de valores.
- El "pluralismo de valores" sostiene que hay dos o más escalas de valor genuinas, conocidas como tales, pero inconmensurables, de modo que cualquier priorización de estos valores es no cognitiva o subjetiva. Un pluralista de valores podría, por ejemplo, sostener que tanto una vida de monja como una vida de madre realizan valores genuinos (en un sentido universalista), aunque son incompatibles (las monjas no pueden tener hijos), y no hay una forma puramente racional de medir cuál es preferible. Un notable defensor de este punto de vista es Isaiah Berlin.

### Relativismo moral
El relativismo moral sostiene que todos los juicios morales tienen su origen en normas sociales o individuales, y que no existe una norma única por la que se pueda evaluar objetivamente la verdad de una proposición moral. Los relativistas metaéticos, en general, creen que las propiedades descriptivas de términos como "bueno", "malo", "correcto" e "incorrecto" no están sujetas a las condiciones de universal. verdad, sino sólo a las convenciones sociales y a las preferencias personales. Dado el mismo conjunto de hechos verificables, algunas sociedades o individuos tendrán un desacuerdo fundamental sobre lo que uno debería hacer basándose en normas sociales o individuales, y no se puede adjudicar esto usando algún estándar de evaluación independiente. Este último estándar siempre será social o personal y no universal, a diferencia, por ejemplo, de los estándares científicos para evaluar la temperatura o para determinar la verdades matemáticas.

### Nihilismo moral
El nihilismo moral, también conocido como nihilismo ético, es la visión meta-ética de que nada tiene valor moral intrínseco. Por ejemplo, un nihilista moral diría que matar a alguien, por la razón que sea, no es intrínsecamente ni correcto ni malo desde el punto de vista moral. El nihilismo moral debe distinguirse del relativismo moral, que permite que las afirmaciones morales sean intrínsecamente verdaderas o falsas en un sentido no universal, pero no asigna ningún valor de verdad estático a las afirmaciones morales. En la medida en que sólo pueden conocerse los enunciados verdaderos, los nihilistas morales son escépticos morales. La mayoría de las formas de nihilismo moral son no-cognitivista y viceversa, aunque hay notables excepciones como el prescriptivismo universal (que es semánticamente no cognitivo pero sustancialmente universal).

## Epistemología moral
La epistemología moral es el estudio del conocimiento moral. Intenta responder a preguntas como: "¿Cómo se pueden apoyar o defender los juicios morales?" y "¿Es posible el conocimiento moral?"
Si se presupone una interpretación cognitivista de las sentencias morales, la moralidad se justifica por el conocimiento que el moralista tiene de los hechos morales, y las teorías para justificar los juicios morales son teorías epistemológicas. La mayoría de las epistemologías morales plantean que el conocimiento moral es de alguna manera posible (incluyendo el empirismo y el racionalismo moral), en contraposición al escepticismo moral. Entre ellas, hay quienes sostienen que el conocimiento moral se obtiene de forma inferencial sobre la base de algún tipo de proceso epistémico no moral, en contraposición al intuicionismo ético.

### Conocimiento moral obtenido por inferencia

#### Empirismo
El empirismo es la doctrina según la cual el conocimiento se obtiene principalmente a través de la observación y la experiencia. Las teorías meta-éticas que implican una epistemología empírica incluyen:
- naturalismo ético, que sostiene que los hechos morales son reducibles a los hechos no morales y, por tanto, conocibles de la misma manera; y
- las formas más comunes de subjetivismo ético, que sostienen que los hechos morales se reducen a hechos sobre opiniones individuales o convenciones culturales y, por lo tanto, son conocibles mediante la observación de esas convenciones.

Sin embargo, hay excepciones dentro del subjetivismo, como la teoría del observador ideal, que implica que los hechos morales pueden conocerse a través de un proceso racional, y el Subjetivismo ético individualista, que sostiene que los hechos morales son meramente opiniones personales y, por tanto, sólo pueden conocerse a través de la introspección. Los argumentos empíricos para la ética tropiezan con el problema del es-pensamiento, que afirma que la forma en que el mundo es no puede instruir por sí sola a las personas sobre cómo deben actuar.

#### Racionalismo moral
El racionalismo moral, también llamado racionalismo ético, es el punto de vista según el cual las verdades morales (o al menos los principios morales generales) son conocibles a priori, por la sola razón. Algunas figuras destacadas de la historia de la filosofía que han defendido el racionalismo moral son Platón e Immanuel Kant. Quizás las figuras más destacadas de la historia de la filosofía que han rechazado el racionalismo moral son David Hume y Friedrich Nietzsche.
Entre los filósofos recientes que han defendido el racionalismo moral se encuentran R. M. Hare, Christine Korsgaard, Alan Gewirth y Michael Smith. Un racionalista moral puede adherirse a cualquier número de diferentes teorías semánticas también; realismo moral es compatible con el racionalismo, y la subjetivista teoría del observador ideal y el no-cognitivista prescriptivismo universal ambos lo implican.

### Intuicionismo ético
El intuicionismo ético es el punto de vista según el cual algunas verdades morales pueden ser conocidas sin inferencia. Es decir, el punto de vista es en su núcleo un fundacionalismo sobre las creencias morales. Tal punto de vista epistemológico implica que hay creencias morales con contenidos proposicionales; por lo que implica cognitivismo. El intuicionismo ético sugiere comúnmente el realismo moral, la visión de que hay hechos objetivos de la moralidad y, para ser más específicos, el no naturalismo ético, la visión de que estos hechos evaluativos no pueden ser reducidos a hechos naturales. Sin embargo, ni el realismo moral ni el no naturalismo ético son esenciales para el punto de vista; la mayoría de los intuicionistas éticos simplemente sostienen esos puntos de vista también. El intuicionismo ético se presenta tanto en una variedad "racionalista", como en una variedad más "empirista" conocida como teoría del sentido moral.

### Escepticismo moral
El escepticismo moral es la clase de teorías meta-éticas cuyos miembros implican que nadie tiene ningún conocimiento moral. Muchos escépticos morales también hacen la afirmación más fuerte, modal, de que el conocimiento moral es imposible. Las formas de escepticismo moral incluyen, pero no se limitan a, la teoría del error y la mayoría, pero no todas las formas de no-cognitivismo.